# Syllitus spinosus
Syllitus spinosus là một loài bọ cánh cứng trong họ Cerambycidae.